# Edward Kimball
Edward Kimball (26 de junio de 1859 – 4 de enero de 1938) fue un actor cinematográfico estadounidense de la época del cine mudo.
Nacido en Keokuk, Iowa, su verdadero nombre era ‘’’Edward Marshall Kimball’’’. Actuó en 63 filmes entre 1912 y 1936. Fue el padre de la actriz Clara Kimball Young. Falleció en Hollywood, California, en 1938. 

## Filmografía
1.  Modern Times (1936)...(sin créditos)...como un doctor

2.  I'll Show You the Town (1925)...como Profesor Carlyle McCabe

3.  Passion's Pathway (1924)...como John Deering

4.  The Cheat (1923)...como un juez

5.  Trilby (1923)...como empresario

6.  The Remittance of Woman (1923)...como Anthony Campbell

7.  The Woman of Bronze (1923)...como Papa Bonelli

8.  Omar the Tentmaker (1922)...(Edward M. Kimball)...como el padre de Omar

9.  The Masquerader (1922)...(Edward M. Kimball)...como Brock

10.  What No Man Knows (1921)...(sin créditos)...como Bit

11.  Charge It (1921)...(Edward M. Kimball)...como Tom Garreth

12.  An Unwilling Hero (1921)...como Lovejoy

13.  Boys Will Be Boys (1921)...como Juez Priest

14.  Roman Candles (1920)...(Edward M. Kimball)...como John Arnold Sr
15.  Mid-Channel (1920)...(Edward M. Kimball)...como Honorable Peter Mottram

16.  For the Soul of Rafael (1920)...(Edward M. Kimball)...como Ricardo

17.  Silk Husbands and Calico Wives (1920)...como Jerome Appleby

18.  Eyes of Youth (1919)

19.  The Better Wife (1919)...como Mr. Page

20.  The Road Through the Dark (1918)...(Edward M. Kimball)...como Padre Alphonse

21.  The Savage Woman (1918)...(Edward M. Kimball)...como Jacques Benoit

22.  The Claw (1918)...(E.M. Kimball)...como el Jefe de Correos

23.  The Accidental Honeymoon (1918)...como Roland Edwards

24.  The House of Glass (1918)...como McClellan

25.  The Marionettes (1918)...(Edward M. Kimball)...como Profesor De Ferney

26.  A Son of Strife (1918)...como Conde Andre Vaskova

27.  Magda (1917)...(Edward M. Kimball)

28.  The Mad Lover (1917)...como el Pastor
AKA A Modern Othello (USA), The Lash of Jealousy (USA), The Shadow of the Night (USA)

29.  Man's Woman (1917)...como Jimmy Regan

30.  The Web of Desire (1917)...(Edward M. Kimball)...como Thomas Hurd

31.  The Bondage of Fear (1917)...(Edward M. Kimball)...como Dr. Jason Wheatley

32.  A Woman Alone (1917)...como Rufus Waldron
AKA Lonliness

33.  The Hidden Scar (1916)...como Reverendo James Overton
AKA The Scorching Way

34.  The Common Law (1916)...(Edward M. Kimball)...como Mr. Neville

35.  A Woman's Way (1916)...(Ed M. Kimball)...como John Livingston

36.  Miss Petticoats (1916)...(Edward M. Kimball)...como Capitán Joel Stewart

37.  Tangled Fates (1916)...como Mr. Lawson
AKA The Grubstaker

38.  The Feast of Life (1916)...como Padre Venture

39.  A Woman's Power (1916)...(E.M. Kimball)...como MacAllister Falkins

40.  Love's Crucible (1916)...(Ed M. Kimball)...como Mr. Dymsley

41.  The Yellow Passport (1916)...como David Sokoloff

42.  Camille (1915)...(Edward M. Kimball)...como el Doctor

43.  The Little Mademoiselle (1915)...como Mr. Pemberton

44.  The Impostor (1915)

45.  Marrying Money (1915)...como Lyman Niles

46.  The Little Miss Brown (1915)...(Edward M. Kimball)...como Justin Glenton

47.  The Deep Purple (1915)...como Reverendo William Moore

48.  Lola (1914)...(Edward M. Kimball)...como Dr. Crossett

49.  Lily of the Valley (1914)...(Edward M. Kimball)

50.  The House on the Hill (1914)

51.  The Gang (1914)
AKA The Reformation of the Gang (USA)

52.  The Crime of Cain (1914)

53.  The Awakening of Barbara Dare (1914)

54.  The Spirit and the Clay (1914)...como Galton

55.  Memories That Haunt (1914)...(Edward M. Kimball)

56.  The Christian (1914)...como Lord Storm

57.  The Cure (1913)

58.  The Only Way (1913)

59.  The Little Minister (1913)...(Edward M. Kimball)

60.  The Delayed Letter (1913)...como el padre de Mabel

61.  A Vitagraph Romance (1912)...como senador Carter de Montana

62.  The Awakening of Jones (1912)...(Edward M. Kimball)

63.  Martha's Rebellion (1912)...como Dr. Goodwill